# Schloss Vöslau

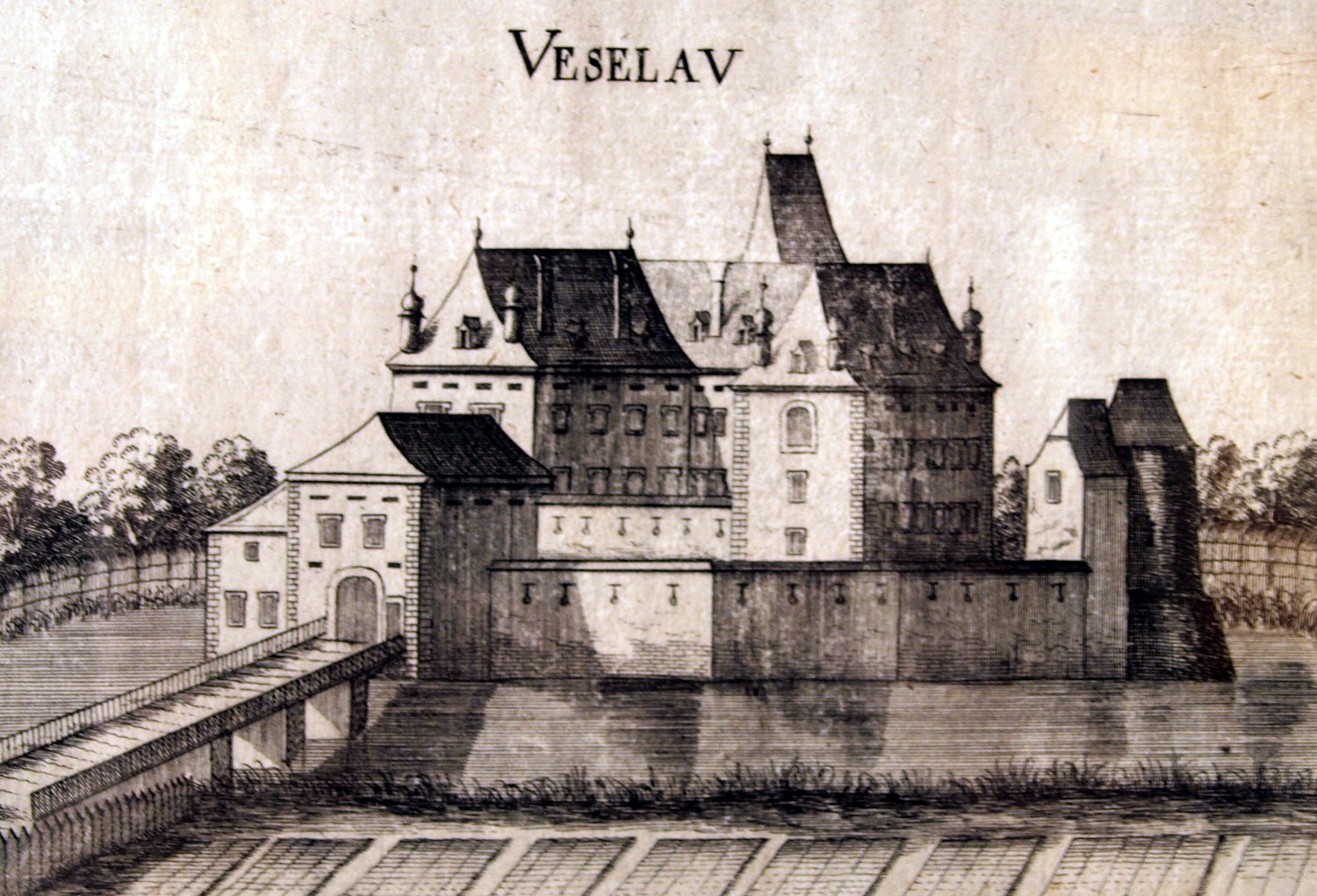
Vischer-Stich aus dem Jahre 1672

Das Schloss Vöslau ist eine ehemalige Wasserburg in Bad Vöslau.

## Entstehung und Eigentümer
Die Burg wurde ursprünglich im beginnenden 12. Jahrhunderts erbaut. Als erste Besitzer sind Edelherren von Veselove bekannt. Die anschließenden Besitzer vom Ratsbürgergeschlecht der Pollen wurden wegen ihrer Teilnahme an einem Aufstand gegen Herzog Friedrich der Schöne enteignet und die Familie Hailpechen wurde neuer Besitzer.
Im Jahr 1483 wurde sie durch die Truppen von Matthias Corvinus verwüstet. 1502 wurde die Burg freies Eigentum.
In der zweiten Hälfte des 16. Jahrhunderts gehörte die Burg den Sinzendorfern. Um diese Zeit war das Schloss ein Mittelpunkt der Reformation der ganzen Gegend.
Während der Zweiten Türkenbelagerung im Jahr 1683 war die Burg in einem so schlechten Zustand, dass sie nicht als Fluchtburg verwendet werden konnte. Erst später wurde die Burg zu einem Schloss unter Verwendung alter Bausubstanz umgebaut. Der Barockumbau erfolgte unter August von Wöber in den Jahren 1740 bis 1753. Vermutet wird der Architekt Franz Anton Pilgram.
Ab 1761 gehörte das nunmehrige Schloss dem Reichsgrafen Johann von Fries. Der Architekt Johann Ferdinand Hetzendorf von Hohenberg führte den Einbau eines Stiegenhauses sowie Festsaal und Vestibül.
Mit einzelnen Unterbrechungen befand sich von 1773 bis 1887 das Schloss im Besitz der Grafen Fries. So musste 1826 die Familie Fries den Konkurs anmelden und Georg Simon von Sina, der unter anderem ein Wegbereiter der Südbahn war, kaufte das Schloss aus der Konkursmasse. Von ihm erwarb es Johann Heinrich von Geymüller. Dieser gründete im Jahr 1833 die Vöslauer Kammgarnfabrik, ging aber auf Grund seines aufwändigen Lebenswandels ebenfalls in Konkurs. Bereits vorher, nämlich 1837, kam das Schloss wieder in den Besitz der Familie Fries, nämlich des Grafen Moritz II. von Fries. Im Jahr 1901 kam die Herrschaft und das Schloss in den Besitz von Moritz von Gutmann (1872–1934), ein Sohn von Wilhelm von Gutmann. Im Zuge der Arisierung wurde die Gemeinde Eigentümer des Schlosses und restituierte es 1947. Während des Krieges diente das Gebäude unter anderem als Lazarett. In der nachfolgenden Besatzungszeit wurde es durch die Sowjets stark in Mitleidenschaft gezogen und devastiert. Noch während dieser Zeit im Jahr 1951 erwarb die Gemeinde das Schloss endgültig. Seit 1974 dient das Schloss nach einem Umbau als Rathaus der Stadtgemeinde.

## Bau
Im Schloss befindet sich ein großer Saal, der durch zwei Geschoße reicht. Ein kleiner Saal ist bemerkenswert für seine frühklassizistische Täfelung.

## Schlosspark
Im Park wurden durch Hetzendorf von Hohenberg künstliche Berge und Grotten geschaffen. Am Gartentor stehen Puttengruppen, die wie die vier Steinvasen aus dem Wiener Palais Pallavicini stammen. Die Vasen wurden in den Jahren 1783 und 1784 von Franz Anton von Zauner geschaffen. Sie stellen die vier Kontinente Asien, Afrika, Amerika und Europa dar.

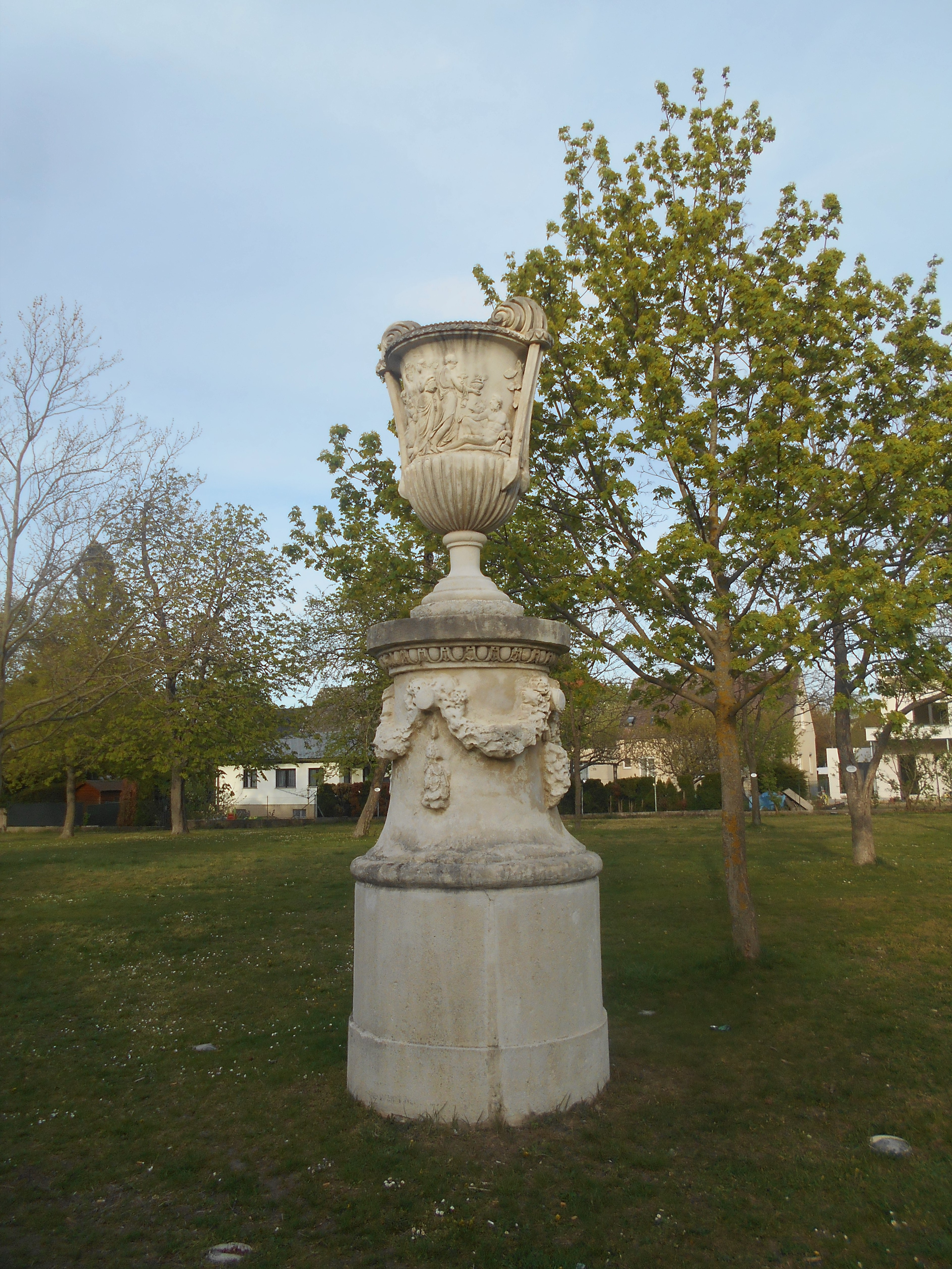
Asia
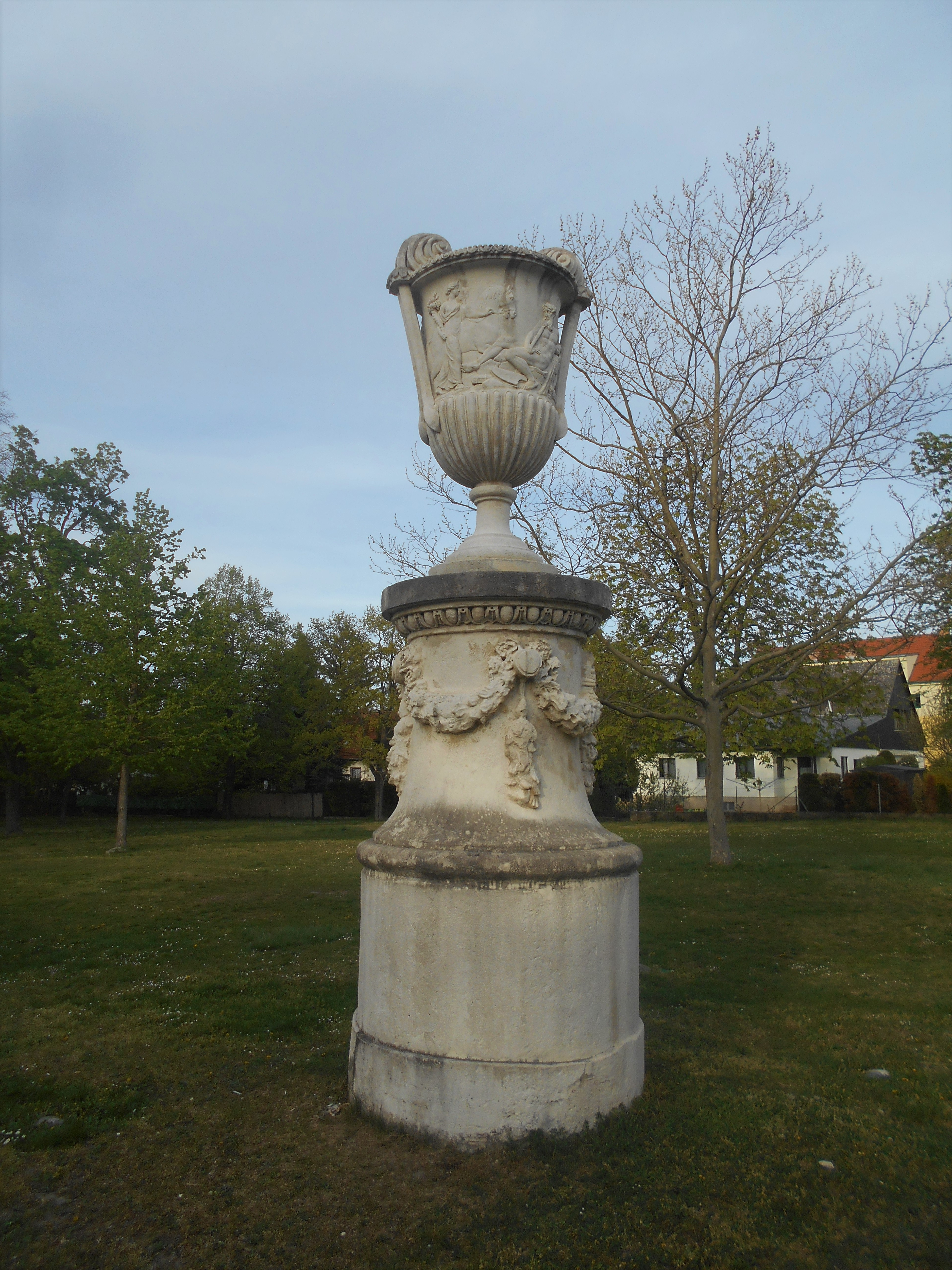
Europa
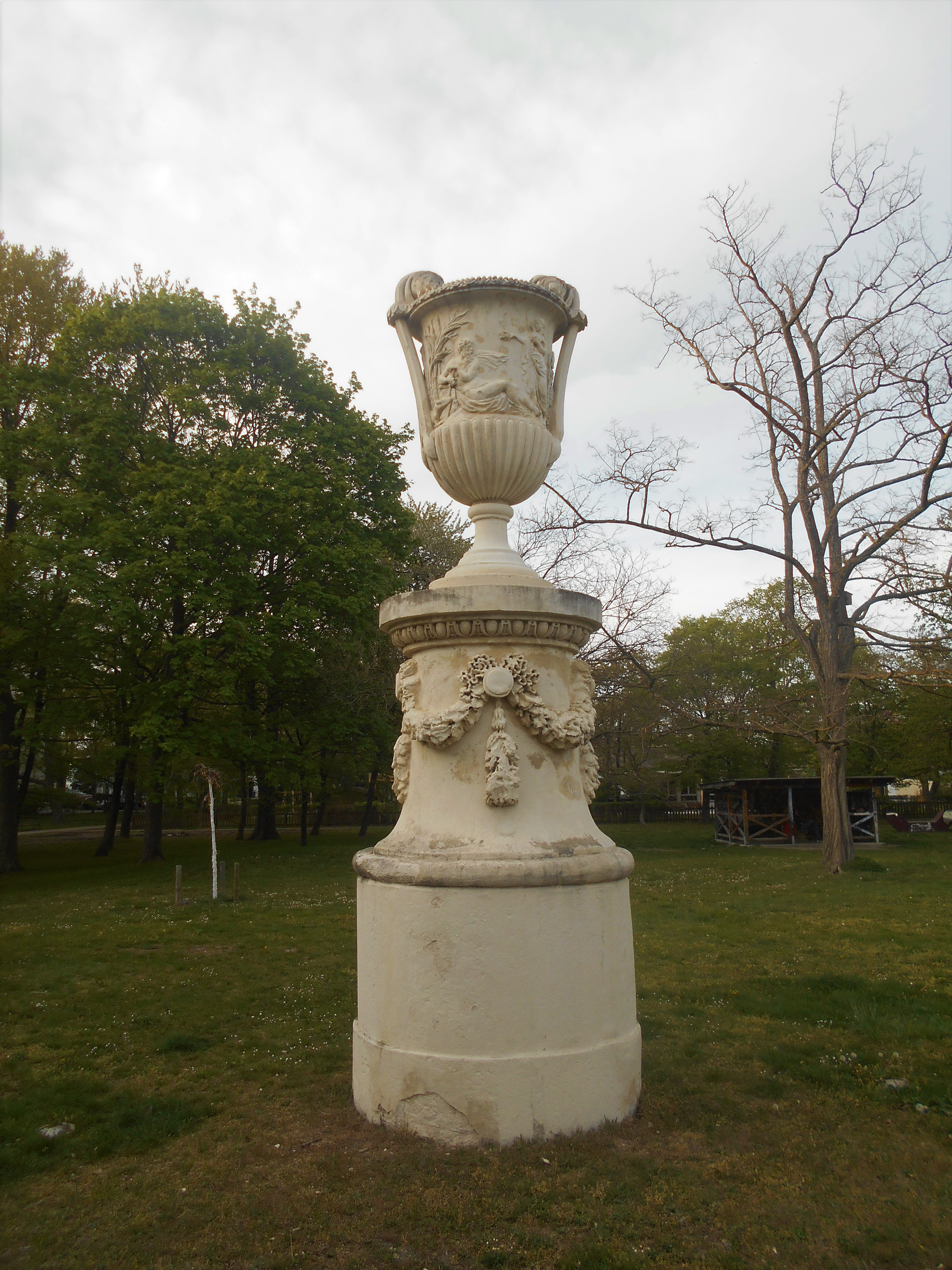
America
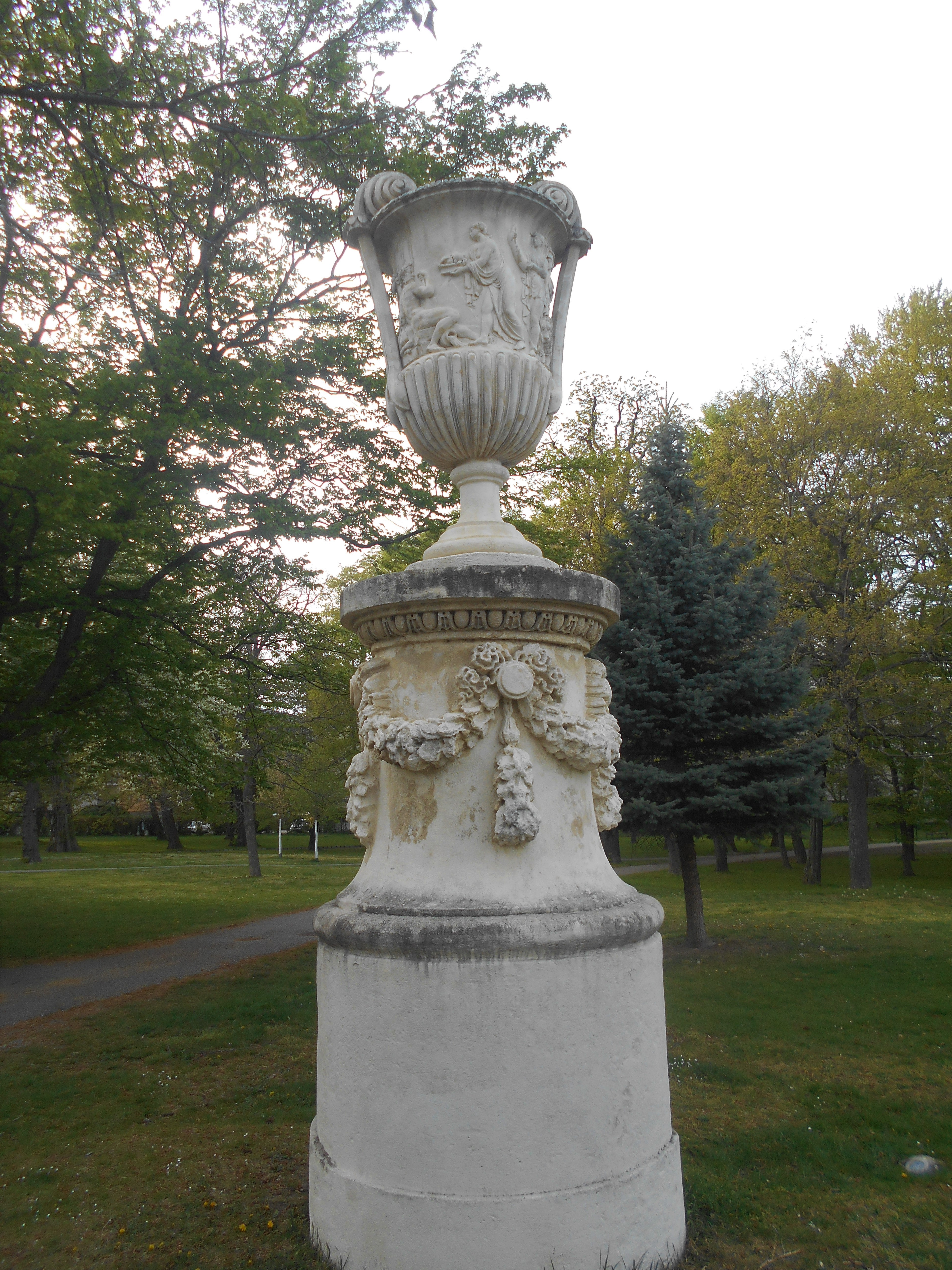
Africa